# Улица Дмитрия Луценко
Улица Дмитрия Луценко (укр. Вулиця Дмитра Луценка) — улица в Голосеевском районе города Киева, местность Теремки (Теремки-II). Пролегает от улицы Юрия Смолича до Кольцевой дороги.
К улице примыкают улицы Композитора Лятошинского и Садовая.

## История
Улица возникла в 1970-е года — под названием 5-я Новая. В период 1977—2013 года носила название улица Крейсера «Аврора» Современное название в честь советского украинского поэта Дмитрия Емельяновича Луценко — с 2013 года.

## Застройка
Застройка улицы началась в 1979 году, с началом строительства микрорайона, и представлена многоэтажными домами. Чётная сторона представлена домами постройки 2010-х годов и гаражами, нечётная — многоэтажными домами 1979 года (северная часть микрорайона Теремки-II).